# La Virgen y el Niño con santos (Bellini)
La Virgen y el Niño con santos, conocida en italiano como Madonna in trono col Bambino e santi o Pala di San Zaccaria, esto es «Retablo de san Zacarías», es una de las obras del periodo de madurez del pintor renacentista italiano Giovanni Bellini. En origen estaba realizado al óleo sobre tabla, pero fue pasado a lienzo. Se pintó en 1505. Es una obra que mide 500 cm de alto y 235 cm de ancho. 
La obra está firmada y datada «IOANNE BELLINVS MCCCCCV» sobre un cartellino fijado en el escalón del trono de la Virgen. Se conserva en la iglesia de san Zacarías («Chiesa di San Zaccaria»), en Venecia (Italia), en su emplazamiento originario, aunque en el año 1797 fue transportada a París como botín de guerra por parte de Napoleón y restituida en el año 1816.

En el centro de la tela está representada la Virgen María en un trono con el Niño en brazos. A la derecha está santa Catalina de Alejandría, y delante tiene a san Pedro.

En la parte opuesta están Santa Lucía detrás y San Jerónimo delante.